# ギーザバンタ

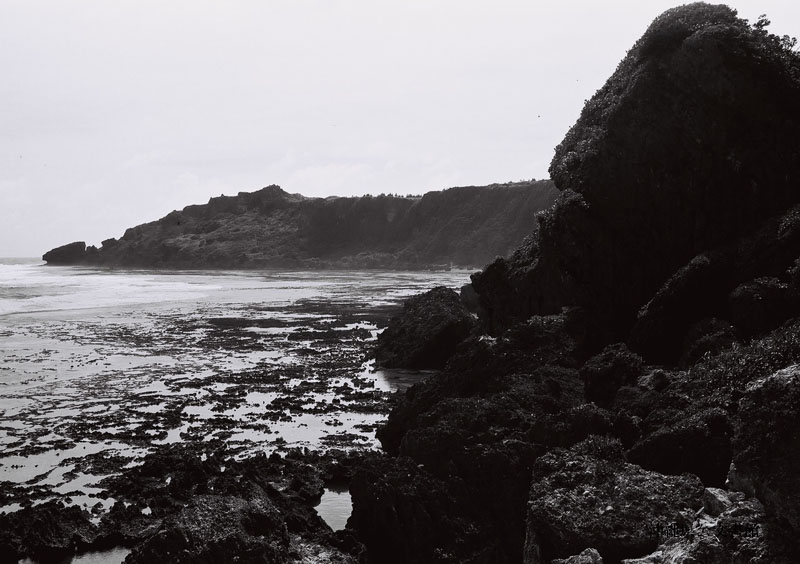
ギーザバンタ（慶座絶壁）1961年9月撮影 (沖縄県公文書館所蔵)

ギーザバンタ (慶座絶壁) とは沖縄県島尻郡八重瀬町の海岸に位置する景勝地。
慶座原は地名、バンタとは、沖縄の言葉で「崖」を意味し、崖からの眺めと、また広く分かれて何段にも流れ落ちる滝、また干潮時にみられる海岸の浸食された石灰岩の地形は南部でも屈指のものである。

## 海食崖
ギーザバンタは喜屋武岬から知念岬に続く沖縄島南端の断崖のひとつで、海食作用によって石灰岩の岩盤が削られて海岸線が後退し、切り立った海食崖とよばれる断崖の下には、波食台とよばれる平坦な岩棚が広がり、波食窪とよばれる崖下のくぼみやポットホールがみられる。岸壁には海食洞が多く、また石灰岩の切れ目からは地下水の湧き出しがみられる。

## 慶座井 (ギーザガー)
1861年から1063年の文久年間、首里王府の農業政策として慶座原を農地として開拓しようと計画されたが、琉球石灰岩の台地であることから水の便が悪く、飲料水にも困る状態であった。ギーザバンタには断崖から水が噴き出ているため、この水脈を台地で掘り当てる目的で首里王府が監督し井戸 (がー) を掘削した。その大規模工事に多くの住民が駆り出されたが、結局、その水脈を掘り当てることはできなかったという。このときの石積みのあとがギーザガーとして残されている。

## いのちの水
沖縄戦終盤で日本軍の南下にともない沖縄南部に追いつめられていったおびただしい住民が、南部の断崖で生と死の境界線をさまよった。砲弾飛びかう中を岸壁に追い詰められた人々のなかには、ギーザバンタの洞穴に身をよせ、食糧もなくギーザバンタの湧き水や溜水を飲んで生きながらえた人たちも多くいた。ギーザバンタで生きのびることができたものにとって、ギーザバンタの水はいのちをつないだ水であった。

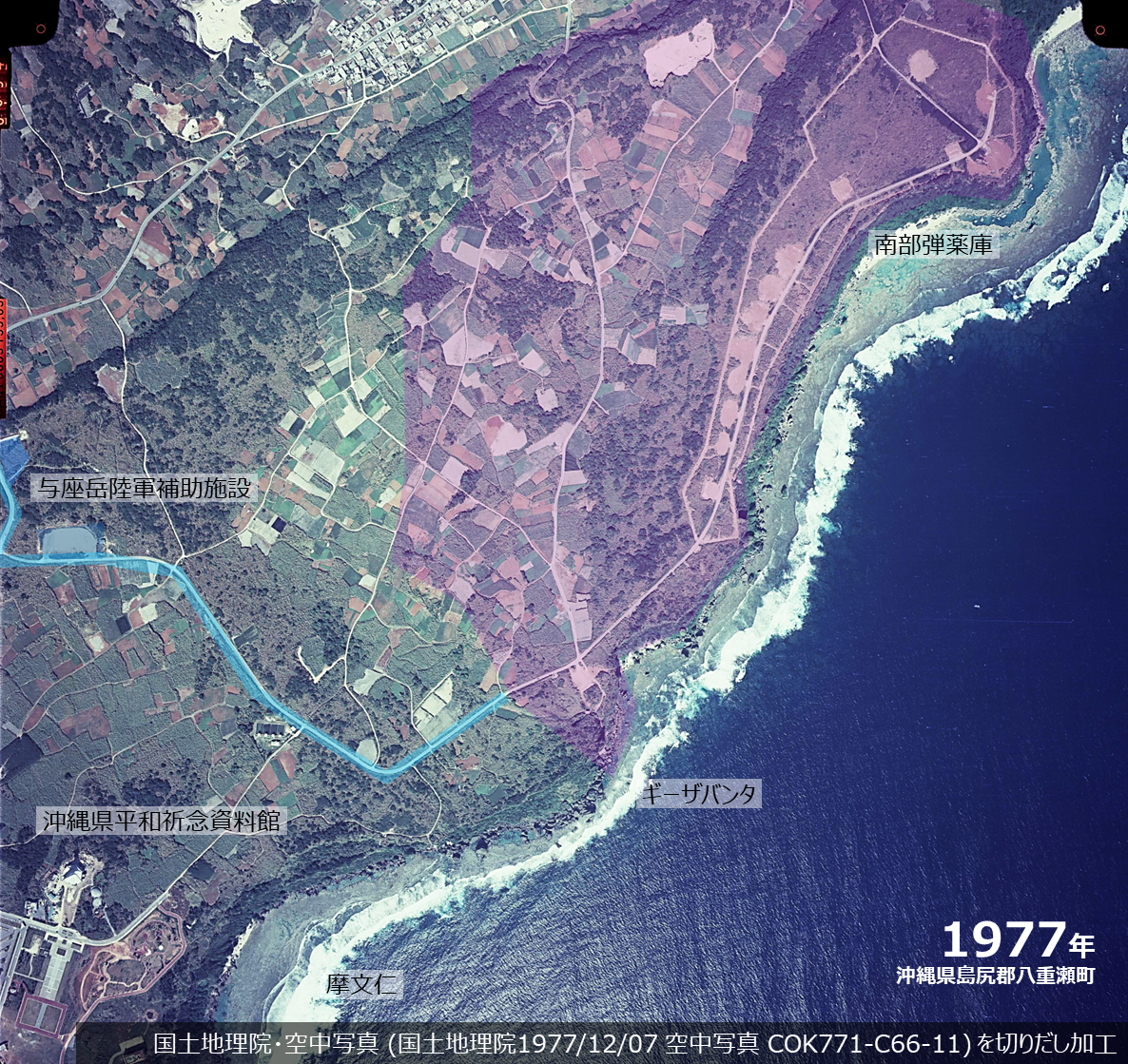
南部弾薬庫の位置 (国土地理院空中写真、1977年)

## ギーザ水源
豊かな湧水がありながらも、石灰岩の台地で慢性的な水不足に悩まされる状態は戦後も続く。ゆたかなギーザ水源は米軍基地「南部弾薬庫」に管理されており、周辺住民は南側のワタヤー水源に依存した。しかしワタヤー水源では増加する住民の飲み水や農業用水の需要を賄うことが難しくなった。
1971年、米軍から民間の業者に払い下げられた有毒化学物質PCPのドラム缶5000本以上が南風原や具志頭に放置されたまま地下水を汚染。ギーザ水源、ワタヤー水源、世持川水源が高濃度に汚染されていることが判明、給水が止められた。米軍から100トンにも及ぶpcpを払い下げられた業者が、米軍に返却を断られ処分に困って放置したということだった。PCP は燃やされると毒性の強いダイオキシンを発生させるもので、なぜ米軍がこの時期に大量のPCPを沖縄に持ち込み沖縄の業者に払い下げたのかも疑念を生んだ。
広大な土地を占有する南部弾薬庫は1977年に返還され、台地とギーザ水源を利用できるだけではなく、1990年代からは跡地に慶座地下ダムの建設が始まった。

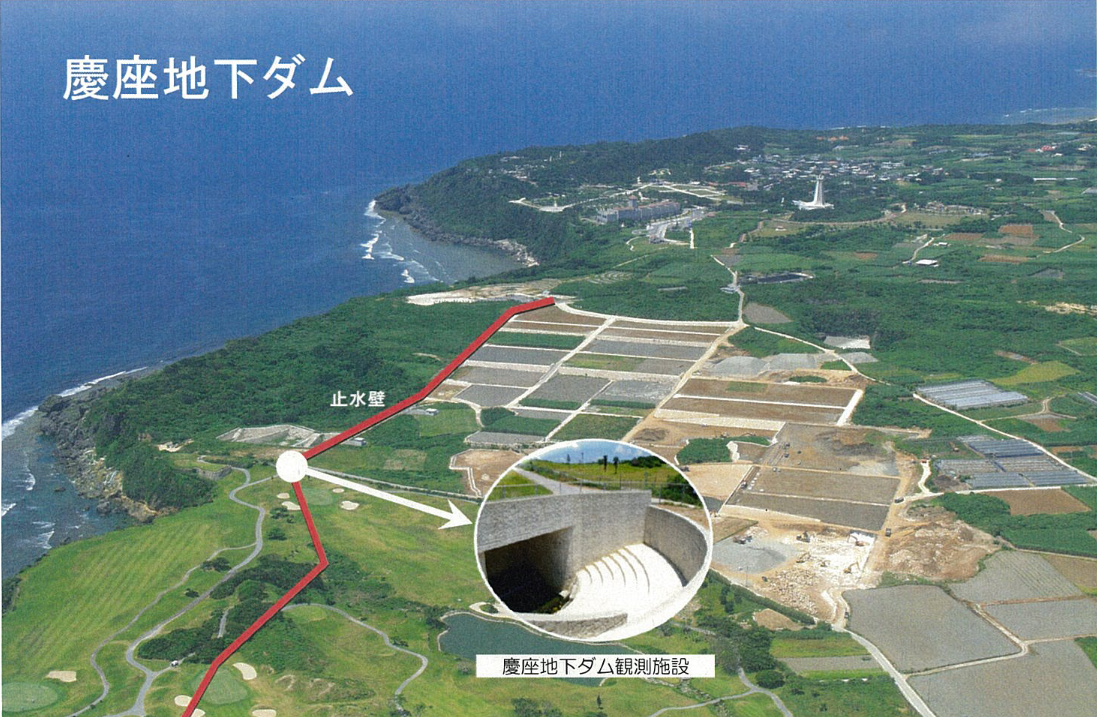
慶座地下ダムの位置 (沖縄総合事務局)。下方がサザンリンクスリゾートゴルフクラブ (南部弾薬庫跡地)

## 慶座地下ダム
沖縄南部に見られる多くの海食崖のなかでもギーザバンタをひときわ美しいものにさせているのが、何段にも分かれて広がり落ちる滝である。周辺には川もないのに、絶壁の上からかなりの水量が流れ落ちている。この水は、海に向かって流れる地下水を地下でおよそ一キロにもわたってせき止め貯水している地下ダムの止水壁からあふれた水がここで流れ出しているものである。地下ダムは地下の琉球石灰岩の隙間を利用して貯水し、くみ上げて利用するもので、地上に水を貯める必要がなく、景観に影響を与えることがない。何度も深刻な水不足になやまされた南部では、農民たちが安定した水供給を求め、1988年、国に地下ダムの建設を要望した。1992年に沖縄総合事務局主導の国営かんがい排水事業「沖縄本島南部地区」が始動し、米須地下ダムと慶座地下ダムの建設が進められ、2000年12月に完成した。現在、慶座地下ダムでは地下に1万トンもの地下水が貯水され、灌漑用水として活用され地元の暮らしを支えている。止水壁からあふれる水が滝となって海に流れる現象は、2000年末ごろから見られるようになったという。
慶座地下ダム 止水壁
- 長さ：約1,000m
- 深さ：53m（最大）
- 貯水量：210,000m（21万立方メートル）

## 観光
サザンリンクスリゾートゴルフクラブの西側の道を南の海岸に向けて進むと、ギーザバンタに行きつく。岩場は危ないので注意が必要。